# 2010 au Swaziland
Cet article présente les faits marquants de l'année 2010 au Swaziland.

## Évènements
- Mardi 27 juillet 2010 : selon le Comité pour la protection des journalistes, le prince Mahlaba, frère du roi Mswati III du Swaziland, a menacé de mort les journalistes critiques envers le royaume[1].

- Jeudi 18 novembre 2010 : l'ONG Médecins sans frontières, dans un rapport faisant un étant des lieux sur les services de santé dans le pays, a lancé une alerte sur la « crise sanitaire » qui frappe le Swaziland où l'espérance de vie est passée de 60 ans à 31 ans ces vingt dernières années en raison de la double épidémie de sida et de tuberculose. Le taux d’infection au VIH/sida est le plus élevé au monde chez les adultes (26,1 %), précisant que plus de 80 % des patients souffrant de tuberculose sont également infectés par le sida. En outre, le pays est confronté à un taux très élevé de tuberculose multirésistante (forme particulièrement dangereuse de tuberculose résistante car elle est due à des bacilles résistants aux deux antituberculeux les plus efficaces), qui représente 7,7 % de tous les nouveaux cas de tuberculose en 2009 et 2010 selon une étude réalisée par MSF. « Par conséquent, de nombreux enfants deviennent orphelins et la population active adulte est en régression ». De nombreux patients ne terminent pas leur traitement en raison du « coût exorbitant des déplacements longs et fréquents vers des centres de santé éloignés ». MSF demande aux autorités de décentraliser les centres de diagnostic et traitement, en outre la « bureaucratie qui domine la gestion de l'approvisionnement national des médicaments doit être éliminée et remplacée »[2].